# 細尾革蛇鰻
細尾革蛇鰻，為輻鰭魚綱鰻鱺目糯鰻亞目蛇鰻科的其中一種，分布於東太平洋區的墨西哥及加拉巴哥群島海域，棲息深度可達85公尺，體長可達68公分，棲息在沙底質海域，為底棲性魚類，屬肉食性，生活習性不明。